# Bringing Up Bobby
Bringing Up Bobby es el nombre de una película de comedia cristiana estadounidense estrenada en 2009, con formato direct-to-video. Esta fue dirigida por Chris Staron y protagonizada por Alex Hinsky.

## Argumento
La familia Wylers es una de las familias diferentes a cualquier otra, es encargada por James, el hermano mayor. James, confiado en Dios, busca la ayuda para poder continuar adelante con sus hermanos, ya que quedaron huérfanos durante doce años. El problema se centra en Bobby, quien aproximadamente cumpliría 16 años y tiene el reto de averiguar quién es y lo que cree, pero no tiene éxito.Luego, este tiene que elegir el camino de su vida antes de que sus circunstancias lo eligen para él.

## Reparto
- Alex Hinsky como Bobby Wylers.
- Marc Thompson como James Wyler.
- Reagan Kendrick como Andrea Wyler.
- Brian Morvant como Dennis Wyler.
- Adam Misenko como Eric.
- Elizabeth Bucher como Liz.
- Jay Smith como Walter.
- Jhey Castillos como Terry.
- Robert Tayek como Sr. Juez

## Producción
La película firmó contrato con la distribución Christiano Film Group, con un presupuesto no muy alto. y las escenas mayormente se rodaron en Medina (Ohio), Estados Unidos.Glowing Nose fue la compañía encargada de estudios de filmación.

## Recepción de la crítica
Uno de los críticos miembros de ChristianCinema.com, Angela Walker , calificó a la película como "Los padres podrán disfrutar de esta película, ya que contiene buenos mensajes acerca de las familias y la búsqueda de su identidad en Cristo. Algunos adolescentes disfrutarán de la naturaleza cómica y probablemente podrán verse a sí mismos en la búsqueda de la identidad ". Su puntuación fue 4 de 5 estrellas.